# Kesztölc
Kesztölc là một thị trấn thuộc hạt Komárom-Esztergom, Hungary. Thị trấn này có diện tích 22 km², dân số năm 2010 là 2659 người, mật độ 121 người/km².